# Comuna Voiinka, Krasnoperekopsk
Voiinka (în ucraineană Воїнка) este o comună în raionul Krasnoperekopsk, Republica Autonomă Crimeea, Ucraina, formată din satele Istocine și Voiinka (reședința).

## Demografie
Componența lingvistică a comunei Voiinka
     Rusă (51,68%)
     Tătară crimeeană (27,09%)
     Ucraineană (12,76%)
     Romani (4,49%)
     Alte limbi (0,8%)
Conform recensământului din 2001, majoritatea populației comunei Voiinka era vorbitoare de rusă (51,68%), existând în minoritate și vorbitori de tătară crimeeană (27,09%), ucraineană (12,76%) și romani (4,49%).